# ニコラ (メルクール公)

メルクール公の紋章

ニコラ・ド・ロレーヌ（Nicolas de Lorraine, duc de Mercœur, 1524年10月16日 - 1577年1月23日）は、フランスのメス司教（在任：1543年 - 1548年）、ヴェルダン司教（在任：1544年 - 1547年）。後にロレーヌ公国摂政（在任：1552年 - 1559年）、ヴォーデモン伯爵（在位：1548年 - 1577年）、メルクール公爵（在位：1569年 - 1577年）。

## 生涯
ロレーヌ公アントワーヌとその妻でブルボン公シャルル3世の妹であるルネとの間の次男として、バル＝ル＝デュックに生まれた。聖職者の道を歩むことを定められ、1543年にはメス司教に、翌1544年にはヴェルダン司教に就任した。
しかし1545年6月に兄のロレーヌ公フランソワ1世が若くして急死したため、ニコラは兄の未亡人クリスティーヌ・ド・ダヌマルクとともに、わずか2歳の甥シャルル3世の傅育役兼行政官として、ロレーヌ公爵領の事実上の統治者に就任した。しかし11月、ロレーヌの等族たちはニコラを排除してクリスティーヌ単独の摂政政治の体制をしいた。親ハプスブルク派であるクリスティーヌの統治に反対していたニコラは、1548年には司教位を返上して正式に還俗し、ヴォーデモン伯爵を名乗った。
1552年、フランスがトゥール、メス、ヴェルダンの3司教領（Trois-Évêchés）を支配下に収めると、ニコラは義姉クリスティーヌを追い出して甥シャルル3世の単独の摂政に就任し、シャルル3世が1559年に親政を開始するまで務めた。
1551年、メス司教領の一部だったノムニー（現在のムルト＝エ＝モゼル県）が切り離されてニコラに所領として与えられており、神聖ローマ皇帝マクシミリアン2世は1567年にニコラをノムニー侯爵に叙した。またフランスにおいても、ニコラが母親から相続したメルクール（現在のオート＝ロワール県）男爵領が、1563年に公領となり、1569年にはフランス王国同輩公（Pairie de France）の公爵領に陞爵した。

## 子女
1549年5月1日にブリュッセルにおいて、エフモント伯ヤン4世の娘マルハレータ（1517年 - 1554年）と最初の結婚をし、間に1男3女の4人の子女をもうけた。
- マルグリット（1550年）
- カトリーヌ（1551年）
- アンリ（1552年） - シャリニー伯爵
- ルイーズ（1553年 - 1601年） - 1575年、フランス王アンリ3世と結婚

1555年2月24日にフォンテーヌブローにおいて、ヌムール公フィリップの娘ジャンヌ・ド・サヴォワ（1532年 - 1568年）と再婚し、間に4男2女の6人の子女をもうけた。
- フィリップ＝エマニュエル（1558年 - 1602年） - メルクール公爵
- シャルル（1561年 - 1587年） - 枢機卿、トゥール司教、ヴェルダン司教
- ジャン（1563年）
- マルグリット（1564年 - 1625年） - 1581年にジョワイユーズ公アンヌと結婚、1599年にピネ公フランソワ・ド・リュクサンブールと再婚
- クロード（1566年）
- フランソワ（1567年 - 1596年） - ショサン侯爵

1569年5月11日にランスにおいて、同族の従弟であるオマール公クロードの娘カトリーヌ（1550年 - 1606年）と3度目の結婚をし、間に3男2女の5人の子女をもうけた。
- アンリ（1570年 - 1600年） - シャリニー伯爵、モイ侯爵
- クリスティーヌ（1571年）
- アントワーヌ（1572年 - 1587年） - ボーリュー大修道院長、トゥール司教
- ルイーズ（1575年）
- エリック（1576年 - 1623年） - ヴェルダン司教